# Juli Gonzalvo i Falcon
Juli Gonzalvo i Falcon (Gelsa, 17 d'abril del 1917 - Barcelona, 19 de juliol de 2003) fou un destacat futbolista aragonès-català dels anys 40.

## Biografia
Juli Gonzalvo, conegut futbolísticament com a Gonzalvo I va néixer a Gelsa (Aragó), però de ben jove es traslladà a Mollet del Vallès. Germà gran d'una brillant nissaga futbolística, juntament amb els seus germans Josep i Marià, va jugar de migcampista. Defensà els colors de l'Espanyol, Saragossa, Sabadell i Barça. Va ser amb l'Espanyol amb qui va assolir les seves principals fites, coronades amb la conquesta d'una Copa del Rei i un Campionat de Catalunya. Ja veterà, fitxà pel Barcelona, on coincidí amb els seus dos germans, però problemes amb l'entrenador Josep Samitier feren que jugués molt pocs partits i que mai no arribés a coincidir al camp amb ells. Aquesta situació provocà que amb 28 anys decidís retirar-se del futbol per a dedicar-se als seus negocis.

## Trajectòria esportiva
- RCD Espanyol: 1939-41
- Reial Saragossa: 1941-43
- CE Sabadell: 1943-45
- FC Barcelona: 1945-47

## Palmarès
- 1 Copa espanyola de futbol: 1940.
- 1 Campionat de Catalunya de futbol: 1940.
- 1 Copa d'Or Argentina: 1945.